# Puck Pieterse
Puck Pieterse (Amersfoort, 13 maggio 2002) è una ciclocrossista, mountain biker e ciclista su strada olandese che corre per il team Fenix-Deceuninck. Tra le Under-23 è stata campionessa europea 2020 e campionessa del mondo 2022 di ciclocross, campionessa europea 2022 di cross country e campionessa del mondo 2024 in linea su strada. Da Elite ha invece vinto due medaglie mondiali di ciclocross, il titolo mondiale 2024 di cross country, la Coppa del mondo 2023 di specialità e due titoli europei di specialità (2023, 2024).

## Palmarès

### Ciclocross
- 2018-2019 (Juniores)

Campionati olandesi, Junior
Grand Prix Möbel Alvisse, Elite (Leudelange)
- 2019-2020 (Juniores)

Campionati europei, Prova Junior
- 2020-2021 (Alpecin-Fenix)

Campionati europei, Prova Under-23 (con la Nazionale olandese)
- 2021-2022 (Alpecin-Fenix)

Campionati del mondo, Prova Under-23 (con la Nazionale olandese)
- 2022-2023 (Alpecin-Deceuninck, otto vittorie Elite)

Grote Prijs Oisterwijk (Oisterwijk)
Campionati europei, Under-23 (con la Nazionale olandese)
Vlaamse Druivencross, 6ª prova Coppa del mondo (Overijse)
Vestingcross, 7ª prova Coppa del mondo (Hulst)
Ciclocross Val di Sole, 10ª prova Coppa del mondo (Val di Sole)
Cyclocross Diegem, 6ª prova Superprestige (Diegem)
Herentals Crosst, 4ª prova X2O Badkamers Trofee (Herentals)
Campionati olandesi, Prova Elite
Cyclo-cross de Besançon, 14ª prova Coppa del mondo (Besançon)
- 2023-2024 (Alpecin-Deceuninck, quattro vittorie)

Cyclocross Gavere, 10ª prova Coppa del mondo (Gavere)
Cyclocross Diegem, 7ª prova Superprestige (Diegem)
Vestingcross, 11ª prova Coppa del mondo (Hulst)
Cyclocross Zonhoven, 12ª prova Coppa del mondo (Zonhoven)
- 2024-2025 (Alpecin-Deceuninck, una vittoria)

Vlaamse Duinencross Koksijde

#### Altri successi
- 2021-2022

Classifica generale Coppa del mondo Under-23

### Mountain bike
- 2019 (Juniores)[1]

3 Nations Cup - GP Stad Beringen, Cross country Junior (Beringen)
3 Nations Cup - Shark Attack Saalhausen, Cross country Junior (Saalhausen)
3 Nations Cup - Vayamundo MTB Cup, Cross country Junior (Houffalize)
3 Nations Cup - Bar End Trophy, Cross country Junior (Apeldoorn)
Campionati olandesi, Cross country Junior
- 2020 (Juniores)[1]

3 Nations Cup - GP Stad Beringen, Cross country Junior (Beringen)
3 Nations Cup - Riderz MTB Race, Cross country Junior (Spaarnwoude)
3 Nations Cup - Drenthe MTB Cup, Cross country Junior (Wijster)
Campionati olandesi, Cross country Junior
- 2021[1]

3 Nations Cup - Riderz MTB Race, Cross country (Spaarnwoude)
3 Nations Cup - Op Fietse MTB Race, Cross country (Wijster)
- 2022[1]

Houffalize
4ª prova Coppa del mondo, Cross country Under-23 (Leogang)
Watersley XCO Challenge, Cross country (Sittard)
Campionati europei, Cross country Under-23
Campionati europei, Team Relay
- 2023[1]

3 Nations Cup - Vamberg Cup, Cross country (Wijster)
1ª prova Coppa del mondo, Cross country Elite (Nové Město na Moravě)
3ª prova Coppa del mondo, Cross country Elite (Leogang)
Giochi europei, Cross country (valido per i Campionati europei)
4ª prova Coppa del mondo, Cross country Elite (Val di Sole)
Campionati olandesi, Cross country Elite
6ª prova Coppa del mondo, Cross country short track (Les Gets)
- 2024[1]

MTB Weekend Eupen, Cross country (Eupen)
Campionati europei, Cross country Elite
4ª prova Coppa del mondo, Cross country short track (Val di Sole)
5ª prova Coppa del mondo, Cross country short track (Crans Montana)
6ª prova Coppa del mondo, Cross country Elite (Les Gets)
Campionati del mondo, Cross country Elite

#### Altri successi
- 2023

Classifica generale Coppa del mondo, Cross country Elite
Classifica generale Coppa del mondo, Cross country short track

### Strada
- 2024 (Fenix-Deceuninck, due vittorie)

4ª tappa Tour de France (Valkenburg > Liegi)
Campionati del mondo, In linea Under-23 (con la Nazionale olandese)
- 2025 (Fenix-Deceuninck, una vittoria)

Freccia Vallone

#### Altri successi
- 2024 (Fenix-Deceuninck)

Classifica giovani Tour de France

## Piazzamenti

### Grandi Giri
- Tour de France

2024: 11ª

### Competizioni mondiali
- Campionati del mondo di ciclocross

Bogense 2019 - Under-23: 6ª
Dübendorf 2020 - Junior: 2ª
Ostenda 2021 - Under-23: 6ª
Fayetteville 2022 - Under-23: vincitrice
Hoogerheide 2023 - Elite: 2ª
Tábor 2024 - Elite: 3ª
- Campionati del mondo di mountain bike[1]

Mont-Sainte-Anne 2019 - Staffetta a squadre: 10ª
Mont-Sainte-Anne 2019 - Cross country Junior: 7ª
Leogang 2020 - Cross country Junior: 11ª
Val di Sole 2021 - Cross country Under-23: 15ª
Les Gets 2022 - Staffetta a squadre: 6ª
Les Gets 2022 - Cross country Under-23: 2ª
Glasgow 2023 - Cross country short track: 2ª
Glasgow 2023 - Cross country Elite: 3ª
Pal Arinsal 2024 - Cross country short track: 4ª
Pal Arinsal 2024 - Cross country Elite: vincitrice
- Campionati del mondo su strada

Zurigo 2024 - In linea Elite: 13ª
Zurigo 2024 - In linea Under-23: vincitrice
- Campionati del mondo gravel

Brabante Fiammingo 2024 - Elite: 4ª
- Giochi olimpici

Parigi 2024 - Cross country: 4ª

### Competizioni continentali
- Campionati europei di ciclocross

Rosmalen 2018 - Under-23: 5ª
Silvelle 2019 - Junior: vincitrice
Rosmalen 2020 - Under-23: vincitrice
Drenthe-Col du VAM 2021 - Under-23: 2ª
Namur 2022 - Under-23: vincitrice
- Campionati europei di mountain bike[1]

Brno 2019 - Cross country Junior: 5ª
Monte Tamaro 2020 - Cross country Junior: 3ª
Novi Sad 2021 - Cross country Under-23: 2ª
Anadia 2022 - Cross country Under-23: vincitrice
Anadia 2022 - Team Relay: vincitrice
Cracovia 2023 - Cross country Elite: vincitrice
Cheile Grădiștei 2024 - Cross country short track: 2ª
Cheile Grădiștei 2024 - Cross country Elite: vincitrice
- Giochi europei

Cracovia 2023 - Cross country: vincitrice (valida come titolo europeo Elite)